# Jezioro Żywieckie
Jezioro Żywieckie (Żywiecki Zbiornik Wodny, Zbiornik Wodny Tresna) – zbiornik retencyjny na rzece Sole koło Żywca, położony na granicy Kotliny Żywieckiej i Beskidu Małego. Utworzenie w 1966 r. zbiornika zaporowego spowodowało zalanie kilku wsi, m.in. Zarzecza, Tresnej, Zadziela i Starego Żywca.
Podstawowe parametry morfometryczne Zbiornika Żywieckiego przedstawiają się następująco: pojemność całkowita – 94,60 mln m³, pojemność martwa zbiornika – 3,2 mln m³, pojemność wyrównawcza – 67,7 mln m³, pojemność powodziowa stała – 23,1 mln m³, maksymalny poziom piętrzenia – 344,86 m n.p.m., normalny poziom piętrzenia – 342,56 m n.p.m., minimalny poziom piętrzenia – 320,94 m n.p.m. Przy normalnym poziomie piętrzenia maksymalna długość zbiornika wynosi 6,6 km, średnia długość zbiornika – 6,25 km, długość linii brzegowej – 33,7 km, maksymalna szerokość zbiornika – 3,1 km, szerokość zbiornika w centralnej jego części – 2,5 km, a szerokość średnia – 1,51 km. Zbiornik ma głębokość maksymalną 26,8 m, a głębokość średnia wynosi 8,6 m. Zbiornik Żywiecki został utworzony przez spiętrzenie wód rzeki Soły zaporą ziemną. Jej długość wynosi 310 m, wysokość 39 m nad dnem doliny, a wybudowana została w 41,9 km biegu rzeki (powierzchnia zlewni Soły po profil zapory w Tresnej wynosi 1036,6 km²).
Przy zaporze o wysokości 38 m znajduje się elektrownia wodna o mocy 21 MW. Obecnie (2010) zbiornik wykorzystywany jest w celach turystycznych, do produkcji energii elektrycznej, do ochrony przeciwpowodziowej oraz uregulowania dopływów górnej Wisły.
Zbiornik ulega systematycznemu zamulaniu nanosami rzecznymi uchodzących do niego cieków oraz zasypywany materiałem pochodzącym z abrazji jego brzegów. Szacuje się, że w ciągu ok. 70 lat od daty budowy pojemność zbiornika zostanie zmniejszona o ok. 50%.
W sierpniu odbywają się regaty poświęcone pamięci Adama Banaszka.
15 listopada 1978 roku Jezioro Żywieckie było miejscem tragicznego wypadku. Około godziny piątej rano, w odstępie zaledwie kwadransa, dwa autobusy (Autosan H9 i Autosan H09) PKS, wiozące górników do pracy w Kopalni Węgla Kamiennego „Brzeszcze”, na skutek poślizgu runęły z wysokości 18 metrów do lodowatej wody Jeziora Żywieckiego – w tzw. Wilczym Jarze, nieopodal Oczkowa. Zginęło wówczas 30 osób, 9 uniknęło śmierci. O tragedii przypomina umieszczona przy moście tablica pamiątkowa.
W 2015 roku, w trakcie suszy, lustro w porównaniu do normalnego stanu obniżyło się o około 2 m, odsłaniając znaczne części dna.

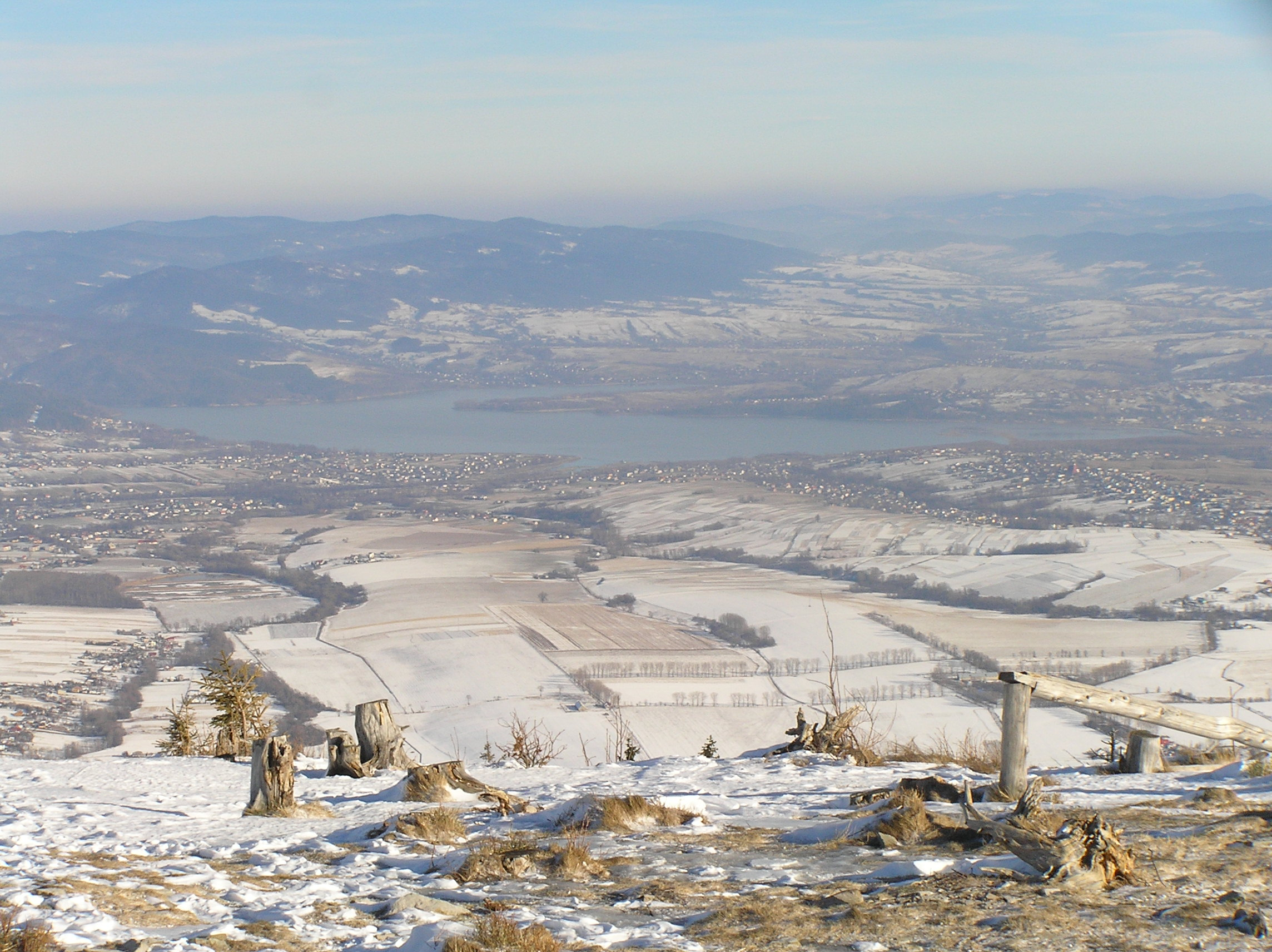
Widok ze Skrzycznego

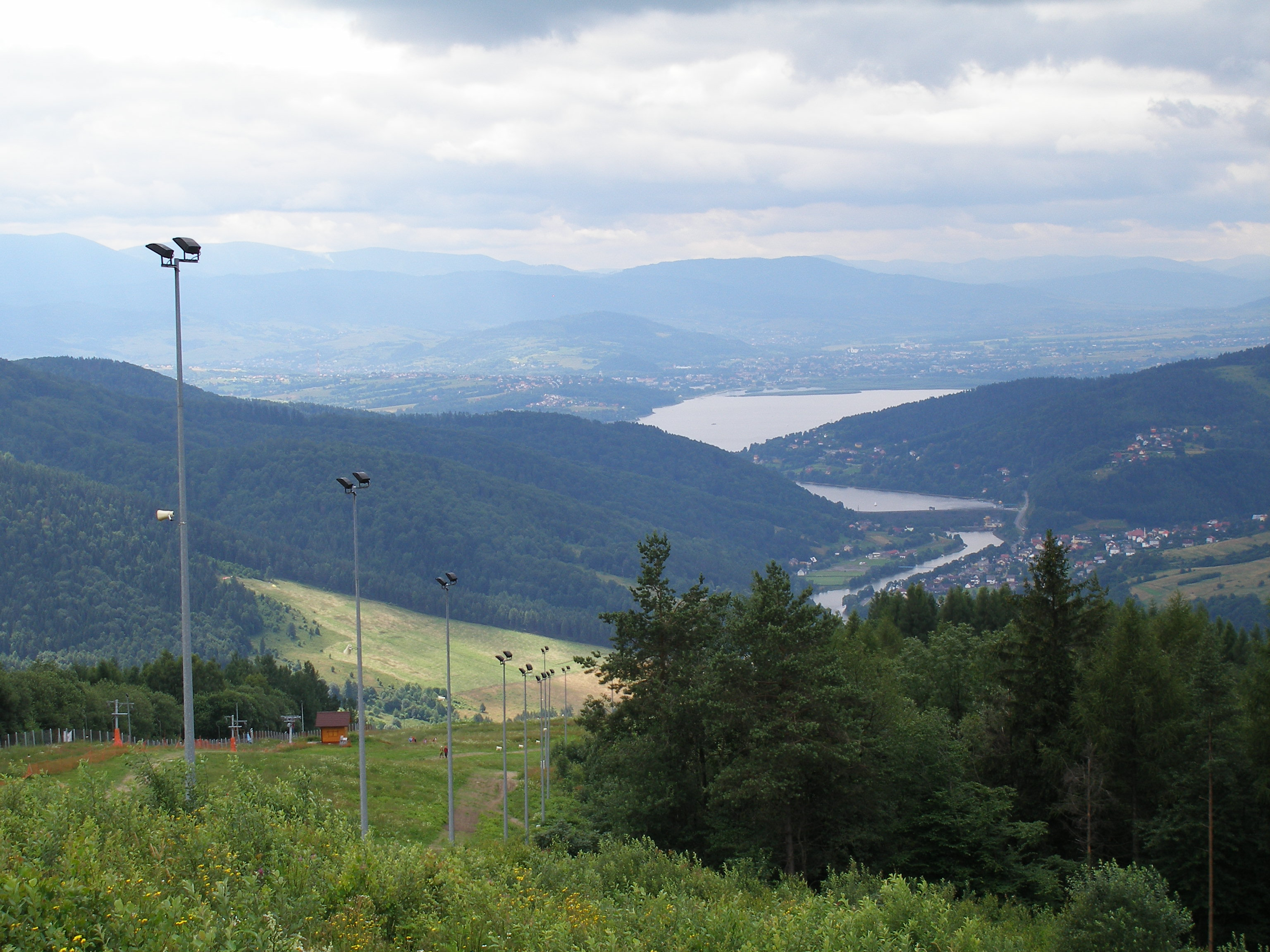
Widok z góry Żar

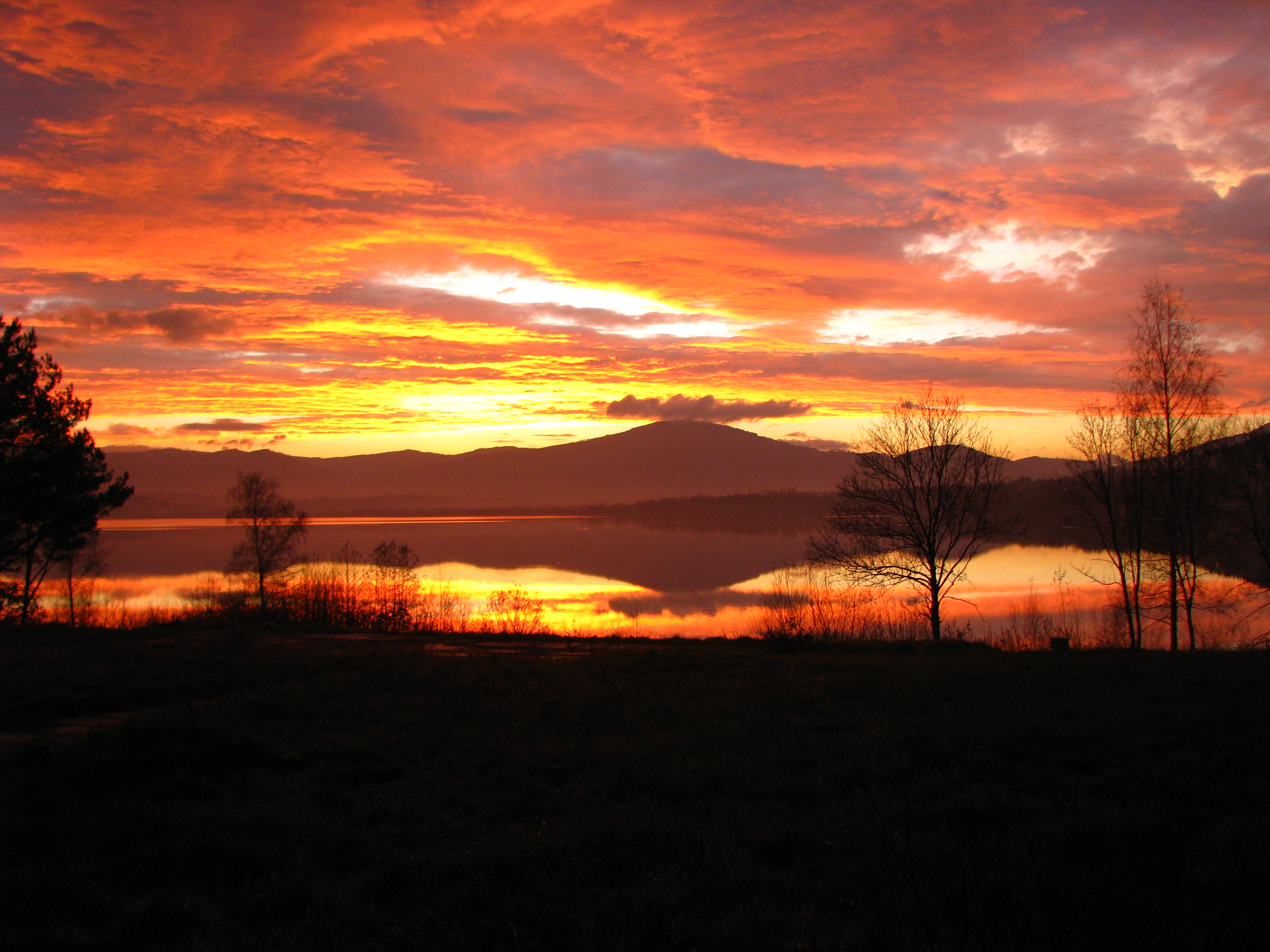
Jezioro Żywieckie i góra Skrzyczne – widok z terenu dawnego ośrodka wypoczynkowego Apena.